# André Robitaille
Pour les articles homonymes, voir Robitaille.

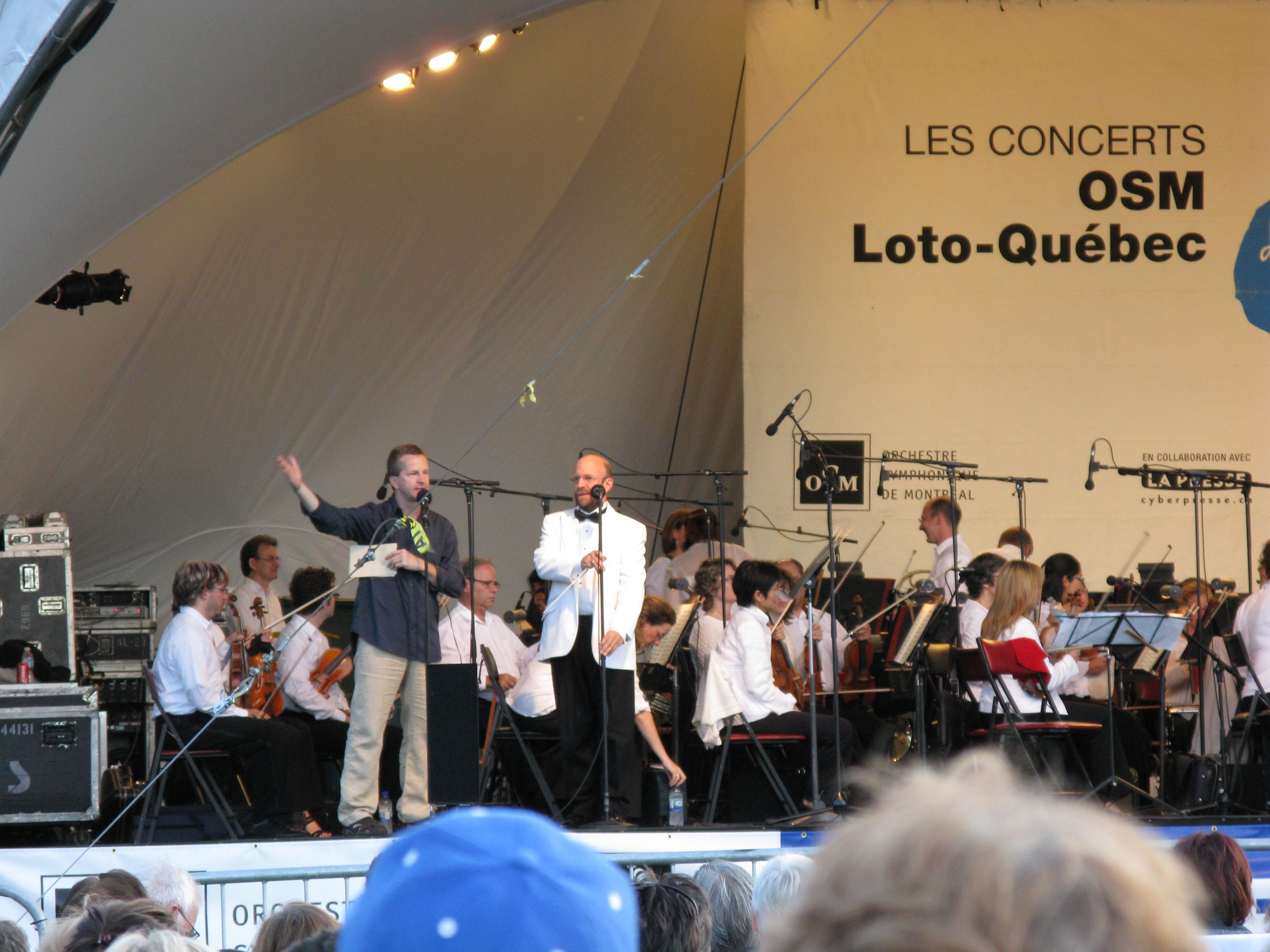
L'orchestre symphonique de Montréal avec l'animateur André Robitaille et le chef d'orchestre Jean-François Rivest jouant dans l'arrondissement de Pierrefonds-Roxboro.

André Robitaille, né le 3 octobre 1963, est un comédien et animateur québécois.

## Biographie
Il est né à Sainte-Catherine-de-la-Jacques-Cartier.

## Vie personnelle
Il est l'ami de François Legault, premier ministre du Québec. Ils ont longtemps joué au tennis ensemble. Il étudira à l'école secondaire de Neufchâtel.
Son ex-conjointe est la comédienne Martine Francke, avec qui il a eu deux enfants : David Robitaille et Lili Francke-Robitaille.

## Œuvre

### Télévision

#### Animateur
- 100 Limite (TQS)
- Vazimolo (Radio-Canada)
- Les Mordus (TVA)
- Les Forges du désert (TVA)
- Gala des Prix Gémeaux 2007 (Radio-Canada)
- Testé sur des humains (TVA)
- C'est juste de la TV (ARTV)
- Ma maison bien-aimée (CASA)
- Entrée Principale (ICI Radio-Canada Télé)
- Les Enfants de la télé (ICI Radio-Canada Télé)
- Trafic (TVA)

#### Comédien
- 1989 : Des traces sur la neige[2]
- 1991 : Avec un grand A
- 1991 : Les Intrépides
- 1992 : Bombardier
- 1997-1998 : Le retour
- 1999-2001 : Rue l'Espérance
- 2003-2004 : Hommes en quarantaine
- 2012-2013 : Tactik
- 2013-2014 : 30 vies

### Cinéma
- 2006 : Bon Cop, Bad Cop
- 2006 : Roméo et Juliette
- 2007 : L'Âge des ténèbres
- 2010 : L'enfant prodige, L'incroyable destinée d'André Mathieu
- 2011 : Monsieur Lazhar de Philippe Falardeau

### Radio
- 1995-1997 : Les midis fous (CKOI)
- 1995-1997 : Yé trop d'bonne heure (CKOI)[3]
- 2006-2010 : Tout l'monde debout (RockDétente)[4]

## Prix et récompenses
- 1993 : Prix d'Excellence de l'Alliance pour l'enfant et la télévision
- Prix MetroStar
  - 1996 : Artiste - Émission jeunesse
  - 1998 : Animateur - Émission de jeux
  - 1999 : Animateur - Émission de jeux
  - 2000 : Animateur - Émission de jeux
  - 2001 : Animateur - Émission de jeux
- Prix Gémeaux
  - 1993 : Meilleure animation : jeunesse (Vazimolo)
  - 1995 : Meilleur texte : émission ou série jeunesse (Vazimolo)
  - 1995 : Meilleure animation : jeunesse : jeunesse (Vazimolo)
  - 1999 : Meilleure animation : série ou spécial de variétés (Les Mordus)
  - 2001 : Meilleure animation : jeu (Les Mordus)